# NBA Street: Homecourt
NBA Street Homecourt è un videogioco di pallacanestro del 2007, sviluppato da EA Canada e pubblicato da EA Sports BIG per PlayStation 3 e Xbox 360. 
Nel gioco si possono scegliere giocatori dell'NBA (NBA stars) o di squadre dell'NBA (Ad es. Philadelphia 76ers), ci sono anche giocatrici della WNBA. Si può giocare nei campi all'aperto in città, o nelle palestre. Durante la partita si gioca 3 contro 3. In 2 giocatori si può giocare o 1 contro 1, ovvero una partita 3 contro 3 ma con 2 giocatori a testa guidati dal computer, o 2 contro computer cioè si gioca 2 compagni di squadra umani e un personaggio del computer contro una squadra del computer. Si può giocare fino ad un massimo di tre persone.